# Heinrich Winkelhofer
Heinrich Winkelhofer (* 2. September 1478 in Kempten; † 15. November 1526 in Hirsau bei Calw), bekannt auch unter der Namensform Winckelhofer, war ein politisch wirkender deutscher Rechtsgelehrter. Um 1506 bis 1513 war er einer der drei Richter des Schwäbischen Bundes. Er wurde Rektor der Universität Tübingen für die Amtszeit von Mai 1509 bis April 1510, spätestens von 1509 bis 1522 auch besoldeter Rechtsprofessor an der Juristenfakultät Tübingen. Danach war er bis zu seinem Tod 1526 württembergischer Kanzler im Dienst der österreichischen Regentschaft.

## Leben
Heinrich Winkelhofer stammte aus einer wappenführenden Patrizierfamilie, die ihren Sitz in Ehingen im damals vorderösterreichischen Gebiet hatte, und wurde 1478 als Sohn des gleichnamigen Stadtschreibers in Kempten und Schwäbisch Hall und dessen Ehefrau Veronika Bomer geboren. Seine universitäre Ausbildung erhielt er seit 1494 in Tübingen. Am 12. Januar 1496 wurde er an der Artistenfakultät zum Bakkalar und am 16. August 1497 zum Magister promoviert. Sein nachfolgendes Rechtsstudium schloss er in Tübingen um 1506 ab, denn erst nach dieser Zeit führte er den Titel eines Doktors im kirchlichen und weltlichen Recht (doctor utriusque iuris). Er war 1506 und 1509 Beisitzer am württembergischen Hofgericht und 1506–1513 einer der drei Richter des Schwäbischen Bundes. Außerdem kam er zwischen 1508 und 1512 in den Rat Herzog Wilhelms IV. von Bayern. Für die einjährige Amtsperiode vom 1. Mai 1509 bis 30. April 1510 wurde er zum Rektor der Tübinger Universität gewählt. Spätestens seit dieser Zeit gehörte er bis 1522 auch zu den besoldeten Rechtsprofessoren dieser Universität.
Winkelhofer war am Versuch der Führungsschicht in der Württembergischen Landschaft beteiligt, ihre im Tübinger Vertrag von 1514 festgeschriebene Machtstellung gegenüber Herzog Ulrich von Württemberg zu festigen. Mit sieben weiteren Mitgliedern der Landschaft vertrat er Tübingen in jener Gesandtschaft, die der Landtag am 15. September 1516 mit dem Programm für einen württembergischen Regimentsrat zum Kaiser nach Augsburg gesandt hatte. Sie war mit der Empfehlung zurückgereist, die Forderungen Kaiser Maximilians I. hinsichtlich eines sechsjährigen Regierungsverzichts Herzog Ulrichs anzunehmen. Diese Empfehlung führte zur Entmachtung der österreichisch gesinnten Partei im Landtag durch die Hinrichtung einiger ihrer Führer. Winkelhofer blieb jedoch in Tübingen unbehelligt. Als im April 1519 das Heer des Schwäbischen Bundes vor Tübingen erschien, war Winkelhofer als bayerischer Rat bei den Übergabeverhandlungen der Stadt mit dem Truppenbefehlshaber Herzog Wilhelm IV. von Bayern beteiligt.
Nach der Übernahme Württembergs durch die Habsburger 1520 fand Winkelhofer eine politische Karriere zunächst 1520–1522 auf dem Weg der juristischen Beratung der Prälaten. Auf dem Reichstag zu Worms 1521 begegnet Winkelhofer als Vertreter der Prälaten in einem auch für die Veranschlagung der Matrikelbeiträge der einzelnen Reichsstände zuständigen interkurialen Kleinen Ausschuss sowie in einem Großen Ausschuss. Hier knüpfte er bereits intensivere Kontakte zu den Habsburgern. Spätestens Anfang Juni 1522 wurde er auf Vorschlag der württembergischen Landschaft von Erzherzog Ferdinand, dem späteren Kaiser, als Kanzler in Württemberg eingesetzt. Dabei konnte er sich die Rückkehrmöglichkeit auf sein am 28. Februar 1522 auf Lebenszeit verlängertes Lehramt in Tübingen vorbehalten.
Bereits einen Monat später, im Juli 1522, veranlasste ihn Ferdinand, in Wien als einer von elf Räten an Todesurteilen gegen zwei Adlige im Neustädter Gericht mitzuwirken. Bei seinen Verhandlungen 1525 mit den Landschaftsausschüssen sowie besonderen Beratungsausschüssen aus Prälaten und Landschaft über die Finanzierung der Kriegslasten im Bauernkrieg war Winkelhofer gezwungen, auch gegen die Interessen seiner früheren Klientel, der Prälaten, zu handeln.
Er starb am 15. November 1526, als er seinen Stiefsohn Abt Johann III. von Hirsau besuchte, einen Sohn aus der ersten Ehe seiner Frau Agnes Heller aus einer vermögenden Tübinger Familie. Die Hirsauer Grabplatte wurde 1881 von der Stadt Ehingen für ihre Stadtpfarrkirche erworben und restauriert. Winkelhofers Ehe mit Agnes Heller blieb kinderlos.